# Вунипола, Феао
Фе’ао Моэ Лару Вунипола (англ. Fe'ao Moe Laru Vunipola, родился 6 января 1969 года) — тонганский регбист, игравший на позиции хукера (отыгрывающего), действующий исполнительный директор Тонганского регбийного союза.

## Игровая карьера
Вунипола известен по выступлениям за валлийские регбийные клубы «Понтипул», «Понтиприт» и «Кайрфилли». В составе сборной Тонга играл на чемпионатах мира 1995 и 1999 годов.

## Семья
Фе’ао Вунипола — один из известнейших регбистов из семьи Вунипола. Его отец, Сионе, выступал за сборную Тонга в 1958—1963 годах и первым посоветовал Фе’ао при первой возможности перебраться в Великобританию для дальнейшего развития игровых навыков. У него есть братья Элиси и Ману, также занимавшиеся регби и игравшие за Тонга. Он женат на преподобной Иесинге (Синге) Вунипола, женщине-священнике методистской церкви и капеллане тонганской общины Великобритании. Его сыновья — регбисты Мако и Билли, выступающие за Англию.